# Simson 125
Ab 1998 stellte Simson verschiedene Leichtkrafträder der 125-Kubik-Klasse her. 
Die Fertigung begann mit der Schikra 125, womit die Tradition der Vogelnamen zunächst fortgesetzt wurde. Spätere Typen wurden nur noch als Simson 125 bezeichnet. Nach der Produktionseinstellung der Simson 425 im Jahre 1961 wurde mit der Schikra 125 erstmals wieder ein Fahrzeug mit Viertaktmotor bei Simson gebaut. Simson importierte außerdem einige Leichtkrafträder aus Taiwan, der Volksrepublik China und Frankreich, darunter Simson 125 SM/GS, sowie einige Roller-Typen.

## Simson (Schikra) 125

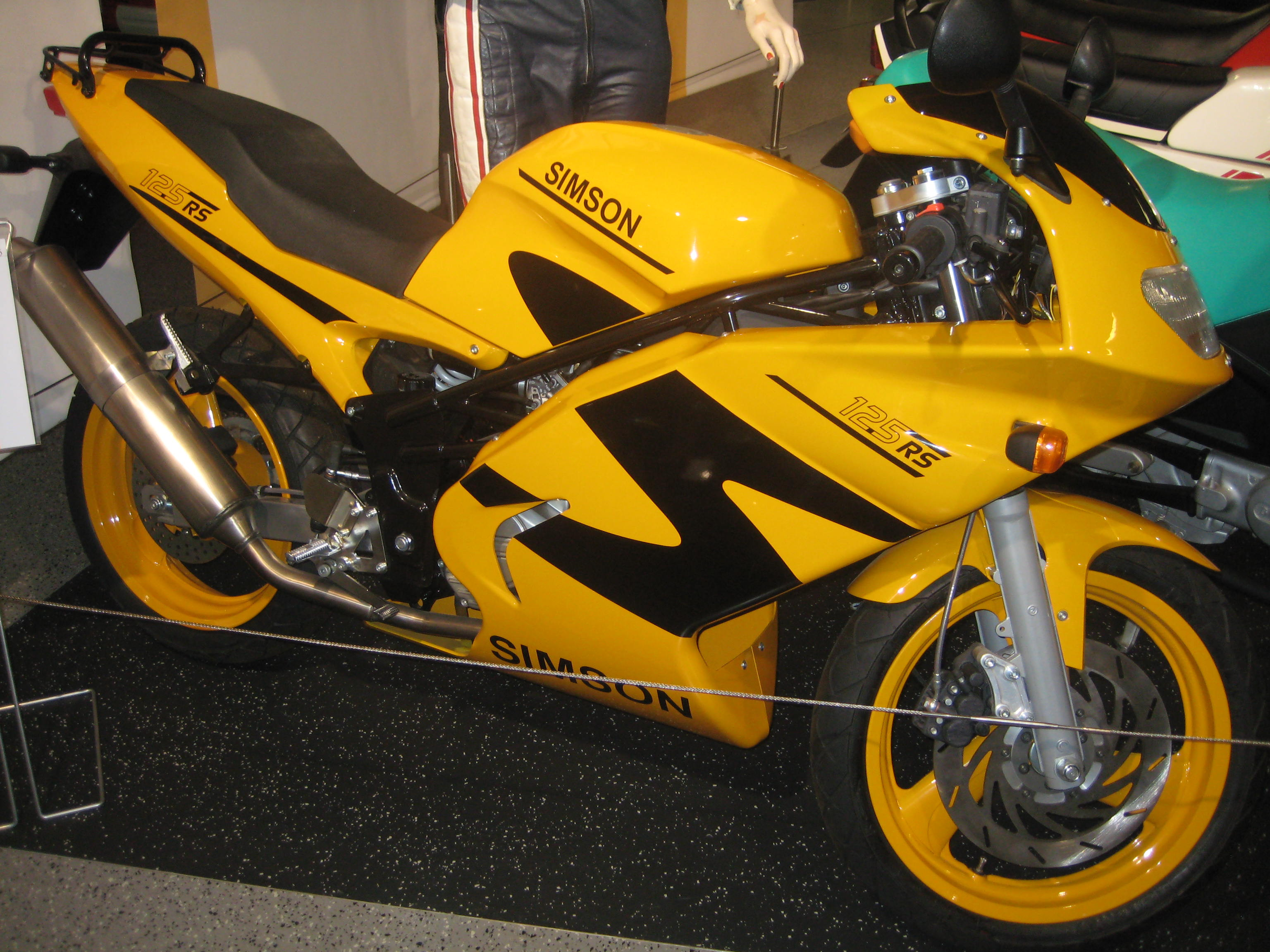
Simson 125 RS

Die 1998 erschienene Schikra 125 ist völlig neu entwickelt. Sie war ein Naked Bike nach gestalterischem Vorbild der Ducati Monster und hatte – erstmals bei Simson – Gusslaufräder und eine Scheibenbremse auch am Hinterrad. Konstruktiv konnte das neue Motorrad als durchdacht und qualitativ hochwertig gelten. Der Neupreis betrug 1998 6.840 DM. Simson versprach sich von diesem Einstieg in die lukrative 125er Klasse ein gutes Geschäft. Die großen Erwartungen wurden jedoch enttäuscht, was mit der Auswahl des Motors zusammenhing. Er wurde von HER CHEE (Taiwan) importiert, ging konzeptionell jedoch auf den Motor der 1975er Honda XL 125 zurück. Er erwies sich als technisch sehr anfällig und beschädigte den Ruf der Fahrzeuge. Außerdem war die Abstimmung des Zentralfederbeins zu weich geraten. Eine teilverkleidete Ausführung Schikra Sport Bike wurde nicht mehr in Serie übergeführt, bereits im Jahr 2000 wurde die Fertigung der Schikra eingestellt. Die hohen Entwicklungskosten, kostspielige Rückruf-Aktionen und Reklamationen trieben Simson damals in die Insolvenz. 
Nachdem mit der neu gegründeten SIMSON MOTORRAD GmbH ein neuer Investor gefunden war, sollten die Fahrzeuge mit einem besseren Motor erneut produziert werden. Dabei wählte man Moto Morini, Italien als Hersteller aus. Verbunden mit einigen Weiterentwicklungen, kam somit das neue Modell Simson 125 heraus. Der Neubeginn erschien vielversprechend, zumal auch eine vollverkleidete Simson 125 RS vorgestellt wurde, die den Designpreis Thüringen 2001 errang. Doch erneut stellte sich der importierte Motor als unglücklicher Griff heraus, er neigte zu Kurbelwellenschäden. Hauptursache für die darauffolgende Insolvenz Simsons dürfte jedoch eine schlecht organisierte Geschäftsführung gewesen sein, unter der auch Produktion und Vertrieb der Simson 125 litten. Bis zur Produktionseinstellung im Jahre 2002 wurden von der Simson 125 gerade einmal knapp 50 Exemplare hergestellt. Viele davon haben jedoch in Sammlerhand überlebt. Die Neupreise betrugen im Jahre 2002 3760 € und 4100 € für die 125 RS.

## Technische Daten
|                       | Simson Schikra 125                | Simson 125                        | Simson 125 RS                     |
| --------------------- | --------------------------------- | --------------------------------- | --------------------------------- |
| Motor                 | Einzylinder-Viertakt-Ottomotor    | Einzylinder-Viertakt-Ottomotor    | Einzylinder-Viertakt-Ottomotor    |
| Typ                   | CB-125 (HER CHEE)                 | 1254 T6 M (Morini)                | 1254 T6 M (Morini)                |
| Hub × Bohrung         | 49,5 mm × 56,5 mm                 | 48,6 mm × 57 mm                   | 48,6 mm × 57 mm                   |
| Hubraum               | 124 cm³                           | 124 cm³                           | 124 cm³                           |
| Schmiersystem         | Druckumlaufschmierung             | Druckumlaufschmierung             | Druckumlaufschmierung             |
| Leistung              | 10 kW (13,6 PS)* / 9500/min       | 10 kW (13,6 PS)* / 9500/min       | 10 kW (13,6 PS)* / 9500/min       |
| Kühlung               | Fahrtwind                         | Fahrtwind                         | Fahrtwind                         |
| Getriebe              | 5-Gang                            | 6-Gang                            | 6-Gang                            |
| Inbetriebnahme        | Elektrostarter                    | Elektrostarter                    | Elektrostarter                    |
| Bordspannung          | 12 V                              | 12 V                              | 12 V                              |
| Rahmen                | Gitterrohr                        | Gitterrohr                        | Gitterrohr                        |
| Radführung vorn       | Teleskopgabel, 130 mm Federweg    | Teleskopgabel, 130 mm Federweg    | Teleskopgabel, 130 mm Federweg    |
| Radführung hinten     | Zentralfederbein, 160 mm Federweg | Zentralfederbein, 160 mm Federweg | Zentralfederbein, 160 mm Federweg |
| Bereifung             | 110-70/17 / 130-70/17             | 110-70/17 / 130-70/17             | 110-70/17 / 130-70/17             |
| Bremsen vorn/hinten   | Scheibe/Scheibe                   | Scheibe/Scheibe                   | Scheibe/Scheibe                   |
| Gewicht               | 126 kg                            | 131 kg                            | 135 kg                            |
| Höchstgeschwindigkeit | 105 km/h*                         | 105 km/h                          | 110 km/h                          |
| Bauzeit               | 1998–2000                         | 2000–2002                         | 2000–2002                         |
| Stückzahl             | ?                                 | ca. 46                            | ca. 46                            |

* Von der Schikra 125 war auch eine auf 9 kW (8500/min) und 80 km/h gedrosselte Variante verfügbar.

## Simson 125 SM/GS
Vermutlich im Jahre 1999 wurden Off-Road-Leichtkrafträder unter dem Markennamen Simson verkauft, die im Suhler Auftrag von der französischen Firma HRD hergestellt wurden. Auch hier stammte das Triebwerk von Morini und war weitgehend identisch mit dem im Simson 125 verbauten Motor. Das GS-Modell hatte Geländebereifung und ein 21" - Vorderrad, während das SM-Modell mit kleineren Rädern, Straßenbereifung und strafferer Auslegung der Federung daherkam. Wegen Lieferschwierigkeiten seitens HRD kam es nur kurzzeitig zum Import dieser Fahrzeuge. Simson plante deshalb, die Produktion selbst zu übernehmen, das Vorhaben scheiterte jedoch an der Insolvenz Simsons im Jahr 2002. In den letzten Prospekten wurden beide Ausstattungsvarianten mit 3600 € ausgepreist.